# Ngoya
Ngoya est un village-rue situé dans la région du centre au Cameroun, avec pour département la Lekié et pour arrondissement Okola. C’est l'un des 68 villages que compte la commune d’Okola.

## Climat et végétation
Le climat ici est équatorial de type guinéen.

## Services sociaux, politique
Il y a un petit centre de santé dans le village et l'École Théologique Saint Cyprien.

## Religion, culture et population
Les populations de ce village sont pour la majorité Eton et s'expriment en Eton. La danse traditionnelle est l'Essani.

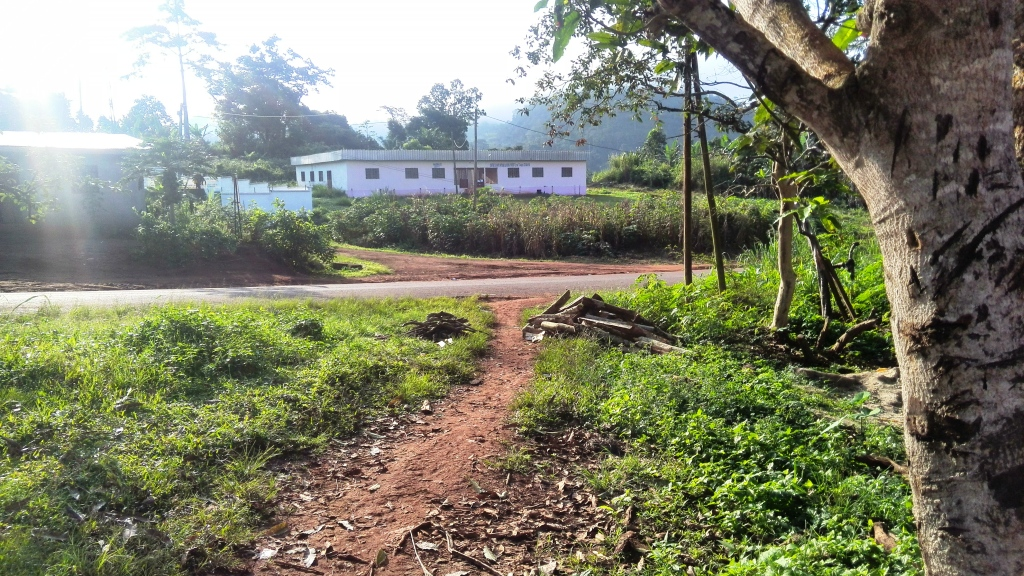
Centre de santé
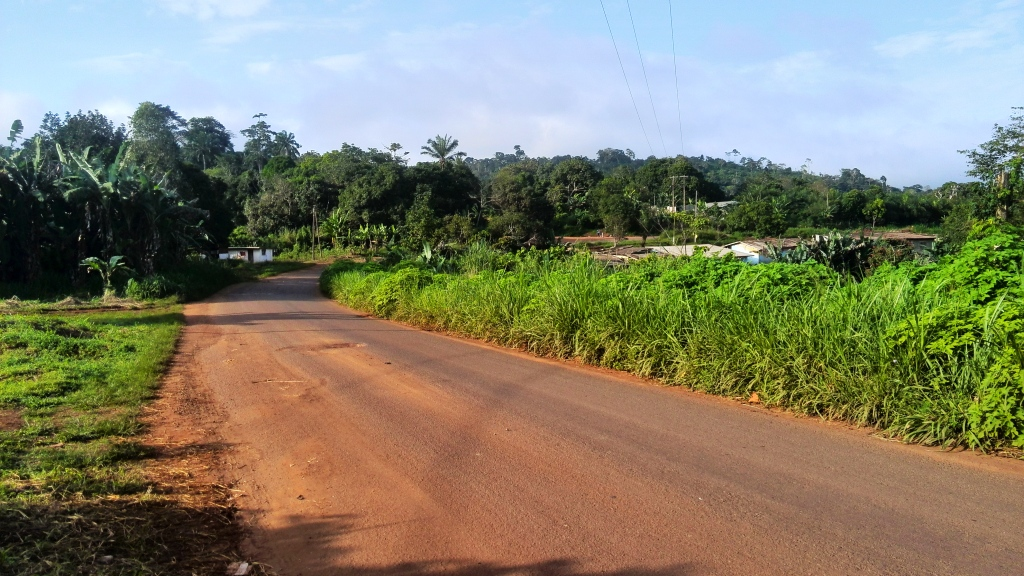
Entrée de Ngoya

Les activités qui mobilisent les populations à Ngoya sont : les championnats de vacances, les travaux agricoles...
Les modes de transport sont effectués par des voitures personnels encore appelées « clandos ».